# Widdehagen
Der Widdehagen ist ein 634,7 m ü. NHN hoher Berg im Upland, dem nordöstlichen Ausläufer des Rothaargebirges. Er liegt bei Schweinsbühl im hessischen Landkreis Waldeck-Frankenberg.

## Geographie

### Lage
Der Widdehagen erhebt sich im Nordwesten von Nordhessen im äußersten Osten des Uplands im Naturpark Diemelsee. Der Gipfel des bewaldeten Berges liegt etwa 8 km nordwestlich von Korbach, 1,8 km östlich von Schweinsbühl und 2,6 km (jeweils Luftlinie) nordnordwestlich von Rhena, einem Gemeindeteil von Korbach.

### Naturräumliche Zuordnung
Der Widdehagen gehört in der naturräumlichen Haupteinheitengruppe Süderbergland (Nr. 33), in der Haupteinheit Rothaargebirge (mit Hochsauerland) (333) und in der Untereinheit Upland (333.9) zum Naturraum Vorderupländer Rücken (333.91). Seine Landschaft fällt nach Norden in den Naturraum Flechtdorfer Höckerflur (332.60) ab, der in der Haupteinheit Ostsauerländer Gebirgsrand (332) zur Untereinheit Vorupländer (Adorfer) Bucht (332.6) zählt, und nach Süden in den Naturraum Hohe Rade (332.53), der in derselben Haupteinheit zur Untereinheit Grafschafter Bergland (332.5) gehört.

### Berghöhe
Der Widdehagen ist laut der obersten Höhenlinie, die auf topographischen Karten ersichtlich ist, etwa 635 m hoch. Etwas westlich seines Gipfels liegt ein trigonometrischer Punkt (634,7 m) und etwas östlich ein weiterer ohne Höhenangabe.

### Fließgewässer und Wasserscheide
Über den Widdehagen verläuft ein Teil der Diemel-Eder/Fulda/Weser-Wasserscheide: Während sich das Wasser der Rhene, die am Südwesthang des Berges entspringt, nach Norden durch die Diemel in die Weser entwässert, fließt jenes der Rhena, die am östlichen Nachbarberg Hohen Rade (570,8 m) entspringt, in Richtung Süden durch die Neerdar und Wilde Aa und dann durch die Orke und Eder nach Osten zur Fulda und schließlich nach Norden in die Weser.